# SimCity (videójáték, 1989)
A SimCity, más néven Micropolis vagy SimCity Classic, egy Will Wright által fejlesztett városépítő szimulációs videojáték, amely 1989 és 1991 között több platformra is megjelent. A SimCity kétdimenziós grafikával és felülnézeti perspektívával rendelkezik. A játék célja egy város létrehozása, lakó- és ipari területek fejlesztése, infrastruktúra kiépítése és adók beszedése a város további fejlesztéséhez. Fontos szerepet kap a lakosság életszínvonalának emelése, a különböző ágazatok közötti egyensúly fenntartása, valamint a régió környezeti állapotának figyelemmel kísérése, hogy a település ne hanyatlásba és csődbe menjen.
A SimCity-t Will Wright 1985-től kezdődően önállóan fejlesztette; a játék csak 1989-ben látott napvilágot. Mivel a játékból hiányoztak azok az arcade vagy akció elemek, amelyek az 1980-as években uralták a videojáték-piacot, a videojáték-kiadók a kereskedelmi kudarctól tartva elutasították a cím kiadását, míg végül a Brøderbund beleegyezett a forgalmazásba. Bár a játék kezdetben gyengén fogyott, a játéksajtó pozitív visszajelzései fellendítették az eladásokat. Miután bestsellerré vált, a SimCity több más platformon is megjelent, leginkább 1991-ben a Super Nintendo Entertainment System (SNES) konzolon, amelyben a Nintendo közreműködésével jelentősen átdolgozták a játékmenetet.
A SimCity kereskedelmi szempontból sikeres volt: személyi számítógépekre 300 000 darabot adtak el belőle, a SNES-re pedig közel 2 millió darabot. A SimCity az akcióelemek hiánya ellenére innovatív és addiktív játékmenetéért a kritikusok elismerését is kivívta. A kritikusok szerint a játék tanulságos és hasznos volt a játékosok számára a várostervezés, a politika és a közgazdaságtan alapjainak megértéséhez. A SimCity számos díjat kapott a hírkiadóktól és egyesületektől. A SimCity sikere jelentette a videojátékok városi szimulációs műfajának kezdetét, valamint a kiadó Maxis hagyományát a nem lineáris szimulációs játékok gyártásában, amelyek közül az egyik - a The Sims - népszerűségben felülmúlta minden elődjét, és a videojáték-ipar egyik legkelendőbb franchise-ává vált.
A SimCity játék (és folytatásai) a Maxis játékfejlesztő cég legsikeresebb játékai közé tartozik, továbbá az egyik legjobb videójátéknak tartják, amely valaha készült.

## Játékmenet
A játékban az a célunk, hogy az adók megfelelő változtatásaival és megfelelő mennyiségű üres telek kiosztásával, középületek építésével vonzó területet hozzunk létre emberek számára, akik lakóépületeket építenek. A megfelelő nagyságú lakosság letelepedése után hamarosan az ipar és a kereskedelem is megjelenik a városban. Célunk az adók megfelelő szinten tartásával, a bűnözés megfékezésével és új telkek kiosztásával, utak és vasutak építésével minél nagyobb, gazdagabb város létrehozása.
Középületekből az első részben csak az alábbiakat választhatjuk:
- Rendőrség
- Tűzoltóság
- Kikötő
- Repülőtér
- Hőerőmű
- Atomerőmű

A játék során nem csak a gazdasági élet hullámzásaival, hanem természeti katasztrófákkal is meg kell küzdenünk: tornádó, tűzvész, cunami, földrengés, Godzilla.